# 조용한 택시
조용한 택시는 ‘청각장애인을 위한 차량 주행 지원 시스템’ 기술을 기반으로 만들어진 청각장애인 기사 전용 택시이다.

## 개요
2018년 12월 1일, 처음 운행됐다. 현대자동차그룹에서 공개된 ATC기술을 기반으로 차량 내외부 소리 정보를 시각·촉각화하여 운전자에게 전달한다. 차량 외부의 오디오 센서가 외부 소리를 데이터베이스화 시킨 후, 헤드업 디스플레이에 픽토그램 노출과 스티어링 휠에 장착된 LED 불빛으로 정보를 전달한다. 도로 위 장애물과의 거리 정보는 진동을 통해 안내된다.

## 수상
조용한 택시 관련 영상은 아래와 같이 수상했다.
- 2019 뉴욕 페스티벌(New York Festivals International Advertising Awards) 동상 (PR 부문, 이노베이션 부문, 필름 부문, BEST USE 부문)
- 미국 원쇼 어워드(The One Show Award) 동상
- 칸 라이언즈 커뮤니케이션 트랙 디자인 부문(Design Lions) 은사자상
- 더 워크 어워드 본상 (5개 부문)
- 글로벌 모바일 어워드(GSMA Global Mobile Awards•GLOMO Awards) '접근성과 포용성을 위한 모바일 활용 사례' 최우수상